# Marco Zaffarano
Marco Zaffarano (* 16. August 1970 in Stuttgart) ist ein deutscher Techno/Trance-DJ, Musikproduzent und Labelinhaber.
1987 kam Zaffarano das erste Mal mit Acid House in Berührung und wurde davon maßgeblich beeinflusst. Ab 1990 war er Resident-DJ im Club „Oz“ in Stuttgart. Gleichzeitig begann er mit der Arbeit an Eigenproduktionen. 1992 lernte er an einer Party im „Oz“ Sven Väth kennen. Es folgte eine ganze Reihe von Veröffentlichungen auf Väths Plattenlabel Harthouse, die in Zusammenarbeit mit Jürgen Kreschel (alias Pascal Device) entstanden. 1993 kündigte Zaffarano aufgrund der stark angestiegenen Buchungs-Anfragen im „Oz“ und begann auf internationaler Ebene aufzutreten. Ab Mitte 1995 veröffentlichte er seine Eigenproduktionen auf dem Berliner Label MFS, auf dem 1996 sein erstes Album „He was once a beautiful Woman“ erschien. 1998 erschien das zweite Album, zusammen mit einer Sammlung seiner erfolgreichsten Harthouse-Produktionen von 1992 bis 1995. 1999 schloss sich Zaffarano wieder mit seinem ehemaligen Produktionspartner Jürgen Kreschel zusammen. Im Jahr 2000 wechselte er auf Mauro Picottos Label BXR.
Seit 2002 hat Zaffarano ein eigenes Label mit dem Namen Anima Records.